# Daddy Yankee Mundial
Daddy Yankee Mundial är namnet på Daddy Yankees femte studioalbum. 
Skivan släpptes 27 april 2010 av Daddy Yankees eget skivbolag, El Cartel Records, som är dotterbolag till Sony Music Entertainment. 
Albumet låg etta på U.S. Billboard Top Latin Albums 15 maj 2010.

## Låtar
1. El Mejor De Todos Los Tiempos 

2. Descontrol

3. Vida En La Noche

4. La Señal

5. Enciende Una Luz 

6. Que Es La Que Hay

7. Me Entere (ft. Tito el Bambino)

8. El Mas Duro

9. Daria

10. Rumba Y Candela

11. Mintiendo Con La Verdad

12. Campeo A Mi Manera

13. Grito Mundial

14. El Mas Duro (Extended Version)

15. Viejas Andadas (Bonus Track)